# ミリタリー・モーターズ
『ミリタリー・モーターズ』（原題：Steel Buddies – Stahlharte Geschäfte）は、ディスカバリーチャンネルで放送されているドキュメンタリー・リアリティ番組である。

## 番組概要
制作はドイツのテレビ局DMAX。2014年からはDMAXからspin tvに代わっている。ディスカバリーによって、ロシア、アジア全域、日本などで放送されている。ドイツでは2014年9月に放送が開始され、2023年11月時点で本国ではシーズン11、日本ではシーズン10まで放送されている。
番組の舞台は、ドイツ西部ラインラント＝プファルツ州の人口300人ほど の小さな田舎町ペータースラールに実在する自動車販売会社モーロック・モーターズ(Morlock Motors)。2万2千平方メートル の巨大な敷地には、およそ1000台 の車両とパーツ、部品を納めた海上コンテナ1000個 が山積みにされている。さらにここ以外にも3箇所ほど保管場所がある。
その番組名が示すとおり、装甲車やジープといった軍用車を専門に扱っているのが他の自動車番組とは異なる特色であり、魅力になっている。

## モーロック・モーターズ

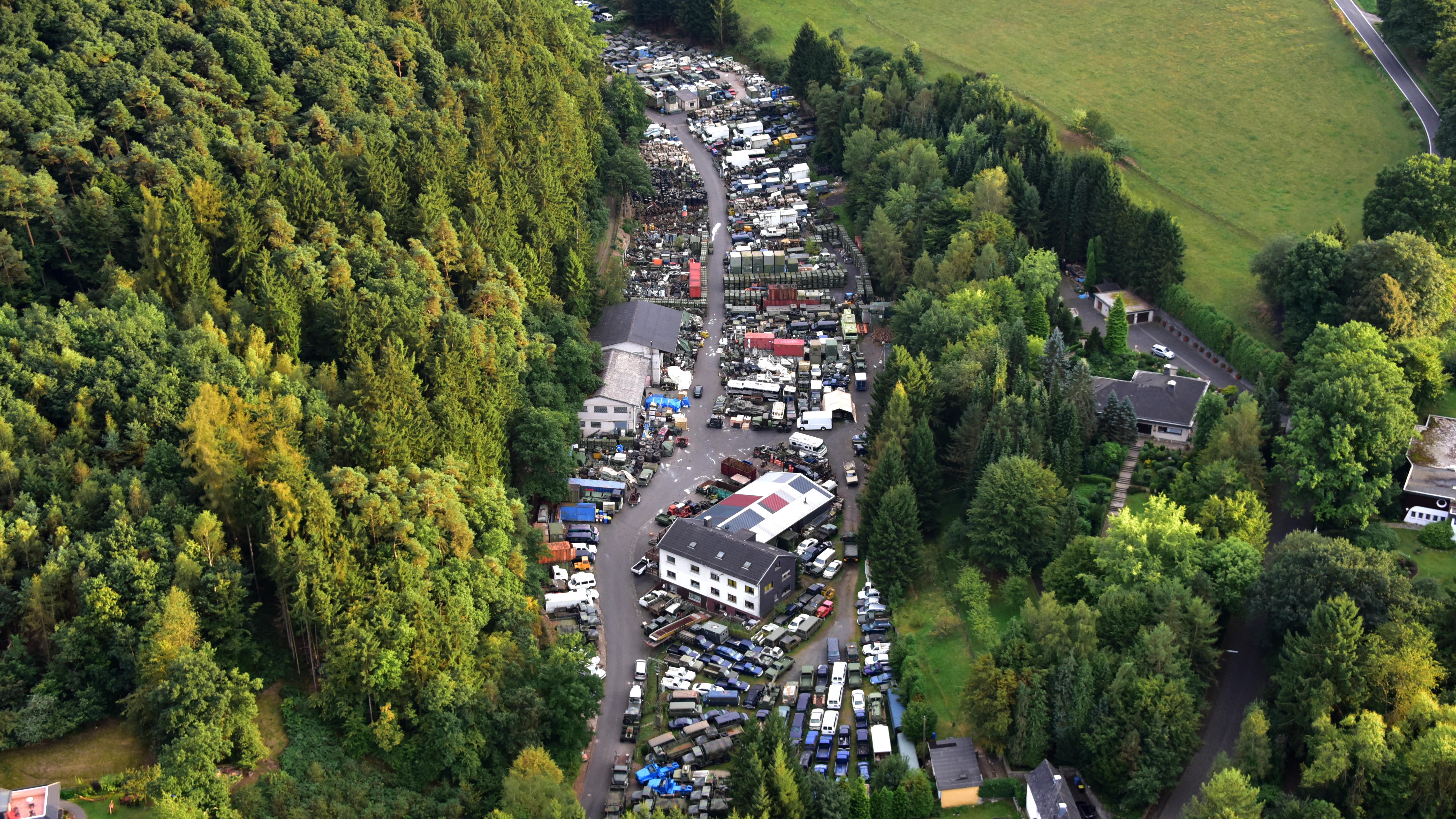
モーロック・モーターズ 航空写真 (2017年)

1994年ケルンで創業、1998年に現在のペータースラールへと移転した。モーロック・モーターズは米軍と独占契約を結んでおり、アメリカ軍がヨーロッパで廃棄する車両や備品を払い下げ品として購入し、修理やカスタムをして販売している。払い下げ品は二週間に一度、コンテナに何が入っているか分からない状態で送られてくる。仕入れ額は1回あたり10～12万 ユーロ。車両だけではなく、衣類、医療機器、トレーニングマシン、組み立て式の指令部 など多岐にわたる。ただし武器や兵器などは含まれない。福袋を買っているようなもので、当たりハズレが大きく、高価な機器や転売しやすい物は当たりだが、ハズレの場合は大量のトイレ用スリッパや ボーリングの玉800個が届いた事もある。なぜか赤ちゃん用の服とベビーベッドの時もあった。
なぜこれほど大量に廃棄されるのかというと、ミヒャエルによると米軍は1つ必要だったとしても、有事の場合に足りないと困るため7～11個ほど余分に購入する。だが結局は2つぐらいしか使わないため、”未使用の米軍払い下げ品”が大量に生まれるという。
米軍以外にも世界各地で軍用車を買い付けたり、ネットオークション、一般人から購入する事もある。M151マットは500台以上あり、これはサウジアラビアの王族から大特価で買い付けたもの。
モーロック・モーターズは特殊な店であるが、購入希望者は大勢いるという。客層は特殊な人たちが多く、医者、大学教授、軍人、用心棒など。顧客が求めているのは、店の宣伝やプロモーション、ディスプレイに使える目立つ車、イベントで使用する車、映画などの撮影用である。特殊車両は1日のレンタル料金が高く、撮影が長期にわたる場合は購入した方が結果的には安上がりだという。
軍用車が多いが、アメ車などの普通乗用車も取り扱っている。ただ平凡な車はなかなか売れないのが実情。店頭販売だけではなく、自社サイトでネットオークションも行っている。店で買う場合は現金払いのみで、その他の支払いは受け付けていない。
従業員数は15名程度。みんな好き勝手やることから、近所では「ならず者」と呼ばれているという。
従業員になるには厳しいテストが待っており、ミヒャエルの要求にすぐ応えられる即戦力の人材が求められている。前の職歴や履歴書は関係ない。実際に出された課題は、サビついたフェンダーをさらに踏みつけた物を、きちんと直せるかどうかだった。その就職希望者は突然消え、二度と戻ってこなかった。

### 環境問題
- シーズン1では敷地内にある車から燃料が漏れ出し、ドイツ警察や当局から注意を受けた。原因は車を整備していたロージーとエディが、燃料ホースをしっかり閉めずにテストドライブをしたため、ホースが途中で外れ燃料をまき散らしてしまった[6]。道路に巻かれた燃料やオイルは地下水や下水道に流れ込むため、深刻な環境汚染を引き起こす。そのため担当者は営業停止も示唆していたが、結局は口頭注意で済んだ[6]。
- シーズン3および4では、環境汚染を危惧する隣人から通報を受けたため、モーロック・モーターズは一時閉鎖され環境庁、水道局、地方自治体[18] などから監査を受けた[20]。その結果、敷地内に保管してある米軍放出品は”車”とは認められず、スクラップと判断された。そのため自動車会社ではなく、スクラップ置き場となってしまった。さびたエンジンからはオイルやフルードが漏れ、土に還らないゴムやプラスチックもある事から、ドイツではスクラップ置き場に国の厳しい環境基準が適用されるという[20]。

車を並べる場合には、樹木から35メートル以上離し、なおかつオイル漏れもさせず、車検の通った（＝スクラップではない）車を置け、というお達しだった。ミヒャエルはスペースを空けるため、あまりにも状態の悪い車やパーツは処分し、状態の良い物は在庫一斉処分セール、航空関係の車両は顧客の個人博物館で所蔵してもらう事で、なんとかこの危機を乗り越えた。
- シーズン4でも匿名の通報を受け環境庁の立ち入りを受けるなど、未だに当局に目を付けられている状況である[15]。

## 出演者

### モーロック・モーターズ
※シーズン7は日本初回放送時はオリジナル音声と字幕、吹替は無し。再放送時に吹替版が放送された。
ミヒャエル・マヌザキス Michael Manousakis
声 - 後藤光祐
出演：シーズン1 - 出演中
モーロック・モーターズの経営者、メカニックでもある。オフィスワークもするが、現場に出て自分で整備することも多い。スーツなどは着ないで、いつも緑のつなぎを着ている。ギュンターには生粋のメカニックと呼ばれている。
1967年8月29日、ドイツ人の父親とギリシャ人の母親の間に生まれる。21歳の時に従軍。ハイウェイで壊れた車を修理していたのが始まりで、メカニック歴は25年。ナイジェリアの海でサルベージダイバーとしてお金を稼いでいた事もある。放送開始の15年前にこの商売を始めた。ケルンにいた頃は経営が厳しく、公園のベンチで寝泊まりしでいた事もある。
航空機も好きで自家用機を6機所有している。アマチュアパイロット のライセンスも所持しており、自身で操縦も行う。番組ではアントノフ2とセスナO-2を物々交換するために、アメリカのオクラホマシティまで飛行した。アントノフ2はエンジン1機の単発機であるため、エンジントラブルなどが起きると、海面への不時着水、最悪の場合は墜落することになる。そのため地上にスタッフを配置し、何かあった場合はすぐに救助がかけつけられるように万全の体制がとられた。ミヒャエルも服の下にドライスーツを着込んでいた。アントノフ2の航続距離は約900kmと短いため、アイスランド、グリーンランド、カナダと経由する飛行ルートがとられた。積載燃料は1,200リットルだが、それでも足らないため500リットルの燃料タンクを3つ増設している。エンジンオイルも1時間に4リットルも消費するため、飛行中にコックピットから補充できるように改造されている。この取引は準備期間1年、シーズンをまたぐほど壮大なチャレンジとなった。大西洋横断飛行は無事成功したものの、アントノフ2への愛着から手放すことが出来ず、交換は中止となった（セスナは結局、現金で購入した）。シーズン4では双発機の免許も取得した。前年は飛行中にエンジンを切り、再始動させるテストで再点火できずパニックを起こしてしまい不合格となっていた。
他に発明、射撃、登山、ダイビング など、多くの趣味を持っている。長距離射撃はチーム「ラインラント」でシューターを務めている。ヨーロッパで開催された2つの大会でプロを破って優勝し、世界チャンピオンとなっている。バイクは嫌いで「あれはケガの元。ミサイルに乗るようなもの」「最悪の乗り物」と酷評している。テレビゲームは関しても「くだらない。3時間プレイしても一銭にもならない。時間の無駄遣い」 と一蹴。血圧が170もあるため、近くでタバコを吸われるのも嫌いである。
身長は2メートル近い大男。意外にも超が付くほどのきれい好き。既婚者であり、2014年の時点で7歳の娘がいる。すぐにカッとなる短気な性格。口癖は「最悪だ！」「ありえない！」。放送禁止用語もすぐ言うため、しょっちゅうピー音と、口元にボカシ処理が入る。ミヒャエル役の声優の後藤も「モノにキレ、部下にキレ、温度にキレる。とにかくキレるアラフィフ敏腕社長」と人物を紹介している。

#### 事務スタッフ
アレックス Alex Janowsky
声 - 佐久間元輝
出演：シーズン1 - シーズン8
ミヒャエルの右腕(rechte Hand von Chef)を務めるオフィスマネージャー。仕事は販売車の書類の作成、部品の手配、会計などオフィスワークが中心。技術的なことはあまり分からない。ミヒャエルは仕事や趣味で全世界を飛び回る事が多いので、彼が不在の時は代役でモーロック・モーターズをまとめ上げる。スキンヘッドが特徴。本名はAlexander。気が短くすぐに怒る性格。だが仕事が終わればビールを飲んで水に流す。シーズン8中に退職。
アンディ・マハト Andy Macht
出演：シーズン8 - 出演中
シーズン8の途中から「アレックス」の後継者としてオフィスマネージャーになった。
マイク Maik Nachtigall
出演：シーズン9 - 出演中
シーズン9からオフィススタッフになった。自動車部品のスペシャリスト。コンピュータの操作も早く、英語も上手。
マリーン、レベッカ
出演：シーズン4
インターンシップでモーロック・モーターズに来ている女子学生。
アナ
声 - 末次香澄
出演：シーズン5 - 出演中
シーズン5から出演している女性従業員。
ジュリー Julie Neal
出演：シーズン5 - 出演中
テネシー州メンフィスにあるモーロック・モーターズのアメリカ支店（非公式） の女性スタッフ。ドイツではなく、地元のテネシー出身。2年前 からアメリカ中のスクラップヤードを回り、車のパーツを入手しドイツへ輸出する仕事をしている。ヘビのいるスクラップヤードを回ったり、ワニのいる池に行ったりと仕事は大変だが、アメリカ人らしく常に銃とナイフを携帯するなど自分の身を守る術は持っている。モデルのようなルックスだが、性格は男勝り。

#### メカニック
ロージー Rosi Drescher
出演：シーズン1 - 出演中
チーフ・メカニック(Chef Mechanikerin)を任されている紅一点 の女性。特に電気系統のスペシャリスト。モーロック・モーターズに入社したのは5年前。就職試験は、いきなり冷たい水に突き落とされること。怖がらずにいたため採用されたという。
夏でも短パンやタンクトップは着ない。みんなから作業に集中できないと言われたからである。ミヒャエルによると「ロージーに半裸でうろつかれたら、みんな彼女の胸の谷間に気を奪われて仕事になりません」とのこと。そのため夏場は汗だくである。男性スタッフに口説かれる事もあるが、幼稚園 に通う息子がいるママである。
クロツキー Michael "Klotzki" Kurkowsky
声 - 大隈健太
出演：シーズン1 - 出演中
金属加工(Metallbauer)のスペシャリスト。10年間オートバイのディーラーを勤めた後、金属加工所を経営。2009年よりモーロック・モーターズで働いている。軍用車は普通車とは違いほとんど市場に出回らないため、アフターマーケット品のパーツなどはなかなか手に入らず、また客の注文も特殊なものが多いため、必然的にパーツなどは自作する事になる。モーロック・モーターズで作れないのはパン焼き器ぐらいだという。
短髪で筋骨隆々のたくましい身体が特徴。ミヒャエル「俺のカミさんよりでかい胸」。ヘビースモーカーであり、仕事中にも吸っている。金属加工は緻密な作業なので、リラックスするために「まずは一服」「タバコが燃料」。短気な人間が多い職場であるが、辞めようと思ったことは一度もないという。
オイルランプ（油圧警告灯）が点灯しているにもかかわらず、数メートルなら平気だろうと動かしてしまい、カムシャフトが焼き付きエンジンを壊したことがある。メカニックにあるまじき失態に、ミヒャエルからは怒られ、ロージーには笑われてしまった。
ギュンター Günther Zschimmer
出演：シーズン1 - 出演中
熟練の塗装工(Lackierer)。かなりの年配者。ケルン出身。ミヒャエルが運転免許とりたての18歳の青年の頃からの長い付き合い。家もお隣さんだったが、ミヒャエルに電気を盗まれていた。モーロック・モーターズ立ち上げ時からの古参スタッフ。死んだらここに骨を埋めたいとミヒャエルと約束している。孫がいるが、将来はここで働きたいと休日に練習にやってくる。
職人歴は40年。朝4時から仕事を始める。普通の自動車は様々な色で塗装されるが、モーロック・モーターズは軍用車が多いため、グリーンに塗ることが多い。米軍のオリジナルカラーを使用しているが、これは非常に高価でピックアップ1台分で800ユーロほどかかる。中に特殊な物を配合しており、レーダーにも引っかからないという。かなり短気な性格で、塗装についてほんの一言でも文句を付けると沸騰する。ミヒャエル曰く「瞬間湯沸かし器」。ギュンターのせいで店を辞めたスタッフも多い。
ファビアン Fabian Achöbel
出演：シーズン2 - 出演中
大西洋横断のサポートを務めたメカニック。体重115kgの巨漢。この計画を手伝いたいと自らの意思で参加した。ただし飛行機の専門知識がある訳ではない。途中、修理が必要になったため部品を持ってニューヨークで合流。一緒に目的地まで行くことになった。シーズン4ではミヒャエルと一緒にライセンスの取得に挑戦した。ミヒャエルは世界中を飛び回る事が多いが、ファビアンは副操縦士やサポートとして一緒に同行する事が多く、モーロック・モーターズの現場にいるシーンは非常に少ない。心配性な性格で、大型車を運転したがらなかったり、飛行機の空気圧など細かいことを気にしたりする。そのため豪胆な性格のジュリーによくからかわれている。
2017年に機械エンジニアリング会社を設立した。
アレックス
出演：シーズン1 - 出演中
モーロック・モーターズで20年以上働いている古参従業員。4人いる整備士の内の1人。ポーランドの農場主で、収穫時期以外はモーロック・モーターズで働いている。
エディ
出演：シーズン1
ロージーを口説いていたメカニック。溶接の時にマスクを付けなかったり、燃料漏れ事故を起こしたため、よく怒鳴られている。
イーゴル
出演：シーズン1 - 出演中
アメ車の使い手と呼ばれるメカニック。ケーブル関係も担当している。
シュテファン Stephan Becker
出演：シーズン1 - 出演中
プロドライバー。大型特殊車両のマニア。太いもみあげが特徴。「チビッてもいいようにオムツを履いてる」「タマが凍りそう」「竿が折れちゃうよ」など下ネタ発言が多い。
ボグダン
出演：シーズン1 - 出演中
メガネをかけているメカニック。広大な敷地に雑然と置かれているパーツの在処を把握している。
インゴ Ingo Meier
出演：シーズン1 - 出演中
スキンヘッドが特徴のメカニック。古い軍用車両のスペシャリスト。まだ学生の頃、学校帰りにミヒャエルの作業場に行って手伝いをして5マルク稼いでいた。卒業後、そのままモーロック・モーターズに就職した。
ペーター
出演：シーズン5 - 出演中
モーロック・モーターズで働きたいと志願してきた若者。動かなくなったV8エンジンと洗面台を修理するという試験に合格し採用された。実は元・屋根拭き職人で、メカニックの腕は趣味でやっていた程度。採用試験でもミヒャエルに怒鳴られてばかりだったが、めげずに楽しそうに仕事をしていたこと、他のスタッフにも認められようと努力している点などが評価された。ミヒャエルは「私はペーターが大好きです」と絶賛している。

### その他
シュテファン Stephan Pees
出演：シーズン1 - 出演中
モーロック・モーターズの元・従業員。現在はトラック運転手をしているが、辞めた後でも良好な関係は続いており、人手が足りない時などは助っ人として働いている。ミヒャエルとは25年の付き合い。元々戦車の操縦を教える立場の人間で、どんな状況にも動じない性格。テンガロンハットをいつも被っている。
フォルカー Volker Steiner
出演：シーズン1 - 出演中
スキンヘッドとアゴヒゲが特徴。ミヒャエルとは子供の頃からの幼なじみで、たまに手伝いに来る。ボディビルダーの様なたくましい肉体が特徴で、ミヒャエルのボディガードと間違われたこともある。
マルティン Martin Altmann
出演：シーズン2 - シーズン3
ミヒャエルの友人のパイロット。大西洋横断で副操縦士を務めるはずだったが、出発の3時間前に怖じ気づいて断念した。
トニー Tony Eyre
出演：シーズン3
マルティンの紹介で副操縦士を務める事になった、飛行経験50年の熟練パイロット。大西洋横断も経験済み。アメリカに農場を持っており、そこに娘の家族がいる。本来ならそこでお別れだが、取引が不安という事でオクラホマシティまで付いてきてもらった。この過酷な旅を通して二人は親友となった。
ジュリー Julie Fetcko
出演：シーズン4 - シーズン5
アメリカフロリダ州で行われた航空ショーで出会った女性。全米を夫と一緒にグラマン社の飛行艇HU-16（愛称アルバトロス）で飛び回っていたため”アルバトロス・レディ”(The Albatross Lady)のあだ名で知られる。数年前に夫が燃料の給油を忘れ、滑走路の50メートル手前で茂みに墜落。夫は亡くなり、ジュリーも足を骨折する大けがを負い、車椅子生活となった。
シーズン4でアルバトロスを手放すため35万ドルで売りに出していたところ、ミヒャエルは同機を欲しがっていたため、27万5千ドル付近で交渉していた。シーズン5でアメリカを再び訪れた際、同機を入念にチェックしたが、6年放置されていたため、痛みが激しく修理費がかさむことが判明した。ただ同行したメカニック達も購入に意欲的なため、再度購入に向けて値段交渉中である。
クリス Chris
出演：シーズン4
長距離射撃チーム「ラインラント」でスポッターを務めているミヒャエルの相棒。

## 放送リスト
| シーズン | 回 | ドイツ初回放送日 | ドイツ初回放送日 |
| シーズン | 回 | 初回             | 最終回           |
| -------- | -- | ---------------- | ---------------- |
| 1        | 4  | 2014年9月22日    | 2014年10月13日   |
| 2        | 6  | 2015年9月21日    | 2015年10月26日   |
| 3        | 6  | 2016年1月1日     | 2016年5月30日    |
| 4        | 7  | 2016年9月3日     | 2016年12月13日   |
| 5        | 18 | 2017年5月9日     | 2018年1月16日    |
| 6        | 17 | 2018年8月22日    | 2019年8月20日    |
| 7        | 13 | 2019年8月27日    | 2019年12月3日    |
| 8        | 15 | 2020年9月15日    | 2020年12月22日   |
| 9        | 17 | 2021年9月7日     | 2022年3月22日    |
| 10       | 13 | 2022年9月13日    | 2022年12月13日   |
| 11       |    | 2023年10月3日    |                  |
| 特別編   | 8  | 2016年1月1日     |                  |

### シーズン1
全4回
| 通算 | 話数 | 原題                       | 日本語タイトル              |
| ---- | ---- | -------------------------- | --------------------------- |
| 1    | 1    | Immer diese Pausen         | 世界一短いハマー            |
| 2    | 2    | Rüben in den Tank          | エアストリーム／シボレーK30 |
| 3    | 3    | Ein Army–Truck für Mutti   | REO社 巨大トラック          |
| 4    | 4    | Panzer–Alarm im Westerwald | BTR-50装甲兵員輸送車        |

### シーズン2
全6回
| 通算 | 話数 | 原題                                | 日本語タイトル                  |
| ---- | ---- | ----------------------------------- | ------------------------------- |
| 5    | 1    | Des Wahnsinns fette Beute           | シボレー・コルベット ペースカー |
| 6    | 2    | Undercover Tank Guerilla            | アントノフ2 飛行計画            |
| 7    | 3    | Wat MUTT dat MUTT!                  | フォードM151                    |
| 8    | 4    | Burgertruck-Alarm                   | フレイトライナー ステップバン   |
| 9    | 5    | Viva Mallorca!                      | アントノフ2 テスト飛行          |
| 10   | 6    | Nur die Harten kommen in den Garten | シボレー・バン                  |

### シーズン3
全6回
| 通算 | 話数 | 原題                          | 日本語タイトル              |
| ---- | ---- | ----------------------------- | --------------------------- |
| 11   | 1    | Flug über den Atlantik Teil 1 | アントノフ2 旅立ち          |
| 12   | 2    | Flug über den Atlantik Teil 2 | いざアメリカへ！            |
| 13   | 3    | Eine Landung im Stoppelfeld   | バージニアへの旅            |
| 14   | 4    | Ein Abschied für immer?       | 終着地                      |
| 15   | 5    | Das ist der Hummer!           | 寄せ集めハマー              |
| 16   | 6    | Alles aus für Morlock Motors? | ジェットエンジン搭載 BTR-50 |

### シーズン4
全7回
| 通算 | 話数 | 原題                        | 日本語タイトル                 |
| ---- | ---- | --------------------------- | ------------------------------ |
| 17   | 1    | Ausflug nach Moldawien      | アントノフ再び                 |
| 18   | 2    | Panzer zum Schnäppchenpreis | GMCバンデューラ                |
| 19   | 3    | Die schwerste Prüfung       | ミヒャエルの試験               |
| 20   | 4    | Verrückt nach Fliegern      | 水陸両用飛行艇                 |
| 21   | 5    | Der Scheunenfund            | レア車コレクション             |
| 22   | 6    | Schuss ins Schwarze         | 射撃選手権                     |
| 23   | 7    | Der Endzeit-Bolide          | コンピューターゲーム用戦闘車両 |

### シーズン5
全18回
| 通算 | 話数 | 原題                      | 日本語タイトル              |
| ---- | ---- | ------------------------- | --------------------------- |
| 24   | 1    | Ein Panzer für den Garten | センチュリオン              |
| 25   | 2    | Voll zerlegt              | 高機動車「ジャッカル2」     |
| 26   | 3    | Eine Hummer Gelegenheit   | ハマー輸入                  |
| 27   | 4    | Roadtrip USA              | アントノフ2との再会         |
| 28   | 5    | Der Blindflug             | ハマー輸出と夜間飛行        |
| 29   | 6    | Schräger Wasservogel      | 水陸両用飛行艇「HU-16」     |
| 30   | 7    | Die Blaumacher            | スクールバス改造            |
| 31   | 8    | Oldie but Goldie          | A型フォード                 |
| 32   | 9    | Der Rosinenbomber         | DC-3 航空機ビジネス         |
| 33   | 10   | Der grüne Gigant          | 水陸両用車ライン川下り 前編 |
| 34   | 11   | Die Rheinfahrt            | 水陸両用車ライン川下り 後編 |
| 35   | 12   | Die Mutt-Macher           | フォードM151の行方          |
| 36   | 13   | Oh Reo!                   | AMゼネラル M923トラック     |
| 37   | 14   | Achtung Alligator!        | HU-16 購入準備              |
| 38   | 15   | King of the Road!         | VL100ヴィスタライナー       |
| 39   | 16   | Alte Schätzchen           | 希少アメ車発掘              |
| 40   | 17   | Die Katze im Sack         | 航空機衝動買い              |
| 41   | 18   | School’s out!             | スクールバス輸送作戦        |

### シーズン6
全17回
| 通算 | 話数 | 原題                           | 日本語タイトル              | 日本初回放送日 |
| ---- | ---- | ------------------------------ | --------------------------- | -------------- |
| 42   | 1    | Alles Plaste?                  | プラスチックのジープ？      | 2020年 1月24日 |
| 43   | 2    | Bella Italia                   | 美しきイタリア              | 1月31日        |
| 44   | 3    | Der feuerrote Party–Truck      | 移動式ステージ              | 2月7日         |
| 45   | 4    | Schlimme Finger!               | 多目的戦術輸送機            | 2月14日        |
| 46   | 5    | Die absolute Höhe!             | KME社製はしご車             | 2月21日        |
| 47   | 6    | Ganz großes Kino               | M942トラック                | 2月28日        |
| 48   | 7    | Frohe Kunde(n)                 | 改造キャンピングカー        | 3月6日         |
| 49   | 8    | Was für ein Vogel!             | ロシア製水陸両用車          | 3月13日        |
| 50   | 9    | Fieser Fehlgriff               | アメリカ買い付け旅行 前編   | 3月20日        |
| 51   | 10   | Unsichtbare Gegner             | アメリカ買い付け旅行 後編   | 3月27日        |
| 52   | 11   | Die Käfer–Plage                | アメリカ買い付け旅行 番外編 | 4月3日         |
| 53   | 12   | Der E–Panzer                   | 戦車センチュリオン          | 4月10日        |
| 54   | 13   | Das Erbe des Tuners            | 1946年式ビュイック          | 8月14日        |
| 55   | 14   | Geile Kiste!                   | 巨大SUV対決                 |                |
| 56   | 15   | SPECIAL: Little Britain        |                             |                |
| 57   | 16   | SPECIAL: Shopping Trips        |                             |                |
| 58   | 17   | SPECIAL: Flight of the Antonov |                             |                |

### シーズン7
全15回
| 通算 | 話数 | 原題                                        | 日本語タイトル   | 日本初回放送日 |
| ---- | ---- | ------------------------------------------- | ---------------- | -------------- |
| 59   | 1    | Hop oder top?                               | オークション     | 2021年 4月21日 |
| 60   | 2    | Bulli do Brasil                             | VW・ブリー       | 4月28日        |
| 61   | 3    | Voll Panne!                                 | ブラジル横断 1   | 5月5日         |
| 62   | 4    | Günthers Goldstücke                         | ブラジル横断 2   | 5月12日        |
| 63   | 5    | Der russische Riese                         | 憧れの水陸両用機 | 5月19日        |
| 64   | 6    | URO-Logie                                   | スペイン軍用車両 | 5月26日        |
| 65   | 7    | Traumschiff?                                | 夢の豪華ヨット   | 6月2日         |
| 66   | 8    | Abgesoffen!                                 | 豪華ヨットの現実 | 6月9日         |
| 67   | 9    | Kurz und knapp!                             | 短いハマー再び   | 6月16日        |
| 68   | 10   | Vier Achsen für ein Halleluja!              | M197ダンプ車     | 6月23日        |
| 69   | 11   | Geschweißt und zugenäht                     | 装甲車ジャッカル | 6月30日        |
| 70   | 12   | Ein Bund für's Leben                        | ドイツ軍との絆 1 | 7月7日         |
| 71   | 13   | Das Boot                                    | ドイツ軍との絆 2 | 7月14日        |
| 72   | 14   | UNBOXING SPECIAL: Michael packt aus! Teil 1 |                  |                |
| 73   | 15   | UNBOXING SPECIAL: Michael packt aus! Teil 2 |                  |                |

### シーズン8
全15回
| 通算 | 話数 | 原題                  | 日本語タイトル           | 日本初回放送日 |
| ---- | ---- | --------------------- | ------------------------ | -------------- |
| 74   | 1    | Abgewrackt            | 海底からの引き上げ       | 2022年 3月11日 |
| 75   | 2    | Nicht ganz dicht!,    | 収益ギリギリのリスク     | 3月18日        |
| 76   | 3    | Volle Fahrt voraus!   | 難破の危機               | 3月25日        |
| 77   | 4    | Der Leucht-Truck      | 友達からの依頼           | 4月1日         |
| 78   | 5    | Richtig übel!         | 危険な引き上げ           | 4月8日         |
| 79   | 6    | Der Durch-Hänger      | アメリカ横断             | 4月15日        |
| 80   | 7    | Alle auf Achse        | 航空博物館               | 4月29日        |
| 81   | 8    | Riskante Mission      | 輸送のあれこれ           | 5月6日         |
| 82   | 9    | Die Tortour           | タイムリミット           | 5月13日        |
| 83   | 10   | Bye Bye Bullis        | ネットオークションの結果 | 5月20日        |
| 84   | 11   | Die General-Sanierung | 大口注文でチャンス到来   | 5月27日        |
| 85   | 12   | Das große Packen      | 飛行機の分解チャレンジ   | 6月3日         |
| 86   | 13   | Die Generalprobe      | レストアの苦労           | 6月10日        |
| 87   | 14   | Unter Kollegen        | 在庫切れの危機           | 6月17日        |
| 88   | 15   | Unter dem Meer        | 引き揚げの時             | 6月24日        |

### シーズン9
全17回
| 通算 | 話数 | 原題                  | 日本語タイトル         | 日本初回放送日  |
| ---- | ---- | --------------------- | ---------------------- | --------------- |
| 89   | 1    | Rosinenpicker         | ボスの新しい挑戦       | 2022年 11月11日 |
| 90   | 2    | Sammlerstücke         | 第二次世界大戦のお宝   | 11月18日        |
| 91   | 3    | Der Chaos-Konvoi      | 全員集合               | 11月25日        |
| 92   | 4    | Der Growler           | 驚愕の計画             | 12月2日         |
| 93   | 5    | Aufgebockt            | 飛行機確認             | 12月9日         |
| 94   | 6    | Alles oder nichts     | 大きな買い物           | 12月16日        |
| 95   | 7    | Angepackt             | アメリカ支店に密着     | 12月23日        |
| 96   | 8    | Grünes Gold           | 接客のカギ             | 12月30日        |
| 97   | 9    | Rad ab!               | 新しいオモチャ         | 2023年 1月6日   |
| 98   | 10   | Miss Machbar          | アメリカからの同僚     | 1月13日         |
| 99   | 11   | Alles startklar?      | 飛行テスト             | 1月20日         |
| 100  | 12   | Dachschaden           | 問題山積み             | 1月27日         |
| 101  | 13   | Halbe Sachen          | 工作車の大規模修理     | 2月3日          |
| 102  | 14   | Immer auf die Kleinen | 夢の実現か             | 2月10日         |
| 103  | 15   | Olé Olé Ojemine!      | ハラハラドキドキの輸送 | 2月17日         |
| 104  | 16   | Little Brexit         | 輸送問題               | 2月24日         |
| 105  | 17   | Der Teppichklopfer    | 動き出す戦車           | 3月3日          |

### シーズン10
全13回
| 通算 | 話数 | 原題             | 日本語タイトル       | 日本初回放送日  |
| ---- | ---- | ---------------- | -------------------- | --------------- |
| 106  | 1    | Voll verhagelt   | ダグラス DC-3        | 2023年 11月10日 |
| 107  | 2    | Kalimera!        | クレタ島             | 11月17日        |
| 108  | 3    | Sauber verladen  | ロシア製ヘリコプター | 11月24日        |
| 109  | 4    | Auf der Kippe    | 耐久テスト           | 12月01日        |
| 110  | 5    | Spurensuche      | フォード・フィエスタ | 12月08日        |
| 111  | 6    | Unter Druck      | 山積                 | 12月15日        |
| 112  | 7    | Ganz schön eng   | 正念場               | 12月22日        |
| 113  | 8    | Lichtblicke      | 期待                 | 12月29日        |
| 114  | 9    | Reifeprüfung     | 念願の離陸           | 2024年 1月05日  |
| 115  | 10   | Unter Spannung   | アメリカ軍ヘリ UH-1  | 1月12日         |
| 116  | 11   | Goldene Zeiten?  | 作業場               | 1月19日         |
| 117  | 12   | Hoch hinaus      | 夢の実現             | 1月26日         |
| 118  | 13   | Der Olivenbomber | 足跡                 | 2月2日          |

### シーズン11
ドイツ放送中
| 通算 | 話数 | 原題              | 日本語タイトル             | 日本初回放送日  |
| ---- | ---- | ----------------- | -------------------------- | --------------- |
| 119  | 1    | Der bockige Brite | フォーデン・トラックの修理 | 2024年 11月15日 |
| 120  | 2    | Das Riesending    | 理想の機体                 | 11月22日        |
| 121  | 3    | Auf nach Arizona  | 夢を実現するために         | 11月29日        |
| 122  | 4    | Die Aus-Fahrt     | ウィリスの修理             | 12月6日         |
| 123  | 5    | Freundschaft Plus | 修理の道のり               | 12月13日        |
| 124  | 6    | Feuerprobe(n)     | 人員派遣                   | 12月20日        |
| 125  | 7    | Dickes Fell       | セルビア軍の退役戦闘機     | 12月27日        |
| 126  | 8    | Vogelwild         | 一難去ってまた一難         | 2025年 01月03日 |
| 127  | 9    |                   | 主翼内部の腐敗             | 1月10日         |
| 128  | 10   |                   | 解決の糸口                 | 1月17日         |
| 129  | 11   |                   | 不具合による重圧           | 1月24日         |
| 130  | 12   |                   | アフリカミツバチによる妨害 | 1月31日         |
| 131  | 13   |                   | 検査官によるチェック       | 2月7日          |
| 132  | 14   |                   | レストア直後の欠陥         | 2月14日         |
| 133  | 15   |                   | 新たな問題                 | 2月21日         |

### 特別編
英語圏の放送局のために作成された特別編。DMAXのオンデマンドエリアでも公開された。インタビューも英語で行われている。
| 原題                             | 初回放送日    |
| -------------------------------- | ------------- |
| Flug über den Atlantik           | 2016年1月1日  |
| Steel Buddies: Die Auktion       | 2019年1月1日  |
| Das geheime Archiv               | 2019年6月10日 |
| Steel Buddies: Sonderschicht XXL | 2020年4月9日  |
| Magic Moments                    | 2020年5月2日  |

## 関連リンク
- de:Steel Buddies – Stahlharte Geschäfte/Episodenliste - ドイツ語Wikipedia ミリタリーモーターズのエピソード一覧